# جون غرانت (دبلوماسي)
جون غرانت (بالإنجليزية: John Grant)‏ هو دبلوماسي بريطاني، ولد في 17 أكتوبر 1954.